# 密蘇里州州旗

密蘇里州州旗

密蘇里州州旗為前州參議員奧立佛（R.B. Oliver）的妻子瑪麗．奧立佛（Marie Elizabeth Watkins Oliver）所設計，於1913年起採用並延續至今。
此旗的背景由三個橫條所構成，由上而下為紅色（代表勇氣）、白色（代表純潔）、藍色（代表警惕與公正），這三個顏色同時也象徵著曾經統治此州的新法蘭西。在白色橫條的中央為密蘇里州州徽，為藍色圓框以及24個星形所圍繞，代表了密蘇里州是美國的第24州。

## 外部連結
- Legal Description of the State Flag
- The Missouri State Flag（页面存档备份，存于）